# Miercurea Sibiului
Miercurea Sibiului, mai demult Mercurea, Mercurea Sibiului (în dialectul săsesc Reismuert, în germană Reussmarkt, Reußmarkt, Reissmarkt, în maghiară Szerdahely, Szászszerdahely) este un oraș în județul Sibiu, Transilvania, România, format din localitatea componentă Miercurea Sibiului (reședința), și din satele Apoldu de Sus și Dobârca. În anul 2004 a devenit oraș.

## Așezare
Localitatea Miercurea Sibiului este situată pe valea râului Secaș, în partea vestică a județului Sibiu la limita cu județul Alba, în Podișul Secașelor, pe DN1 Sibiu - Sebeș.

## Istoric

### Din neolitic și până în Antichitatea târzie
Săpăturile arheologice făcute de-a lungul timpului pe teritoriul acestei localități au scos la suprafață dovezi materiale ale unor locuiri încă din cele mai vechi timpuri, astfel în locul numit "Pietriș" s-a descoperit o așezare aparținând culturilor Starcevo-Criș -neolitic, Petrești-eneolitic și materiale din epoca bronzului și dacice. Pe malul stâng al văii Secașului se află o așezare villa rustica, unde s-a găsit o fibulă, o monedă deteriorată și un denar de la Septimius Sever. În anul 1858, pe teritoriul acestei așezări, s-a descoperit un mormânt de inhumație ce conținea materiale din primele decenii ale secolului al III-lea. Săpăturile făcute în anii 1979 și 1983 în punctul numit "Albele", au descoperit un complex termal și rutier format din terme, un bazin, un apeduct, un stabulum, un loc de popas și adăpost pentru călători și atelaje și un turn în formă hexagonală. Printre materialele descoperite aici se află și o monedă de la împăratul Valens. Acest complex îndeplinea rolul unui mutatio pe drumul imperial spre Apulum, iar întregul ansmblu descoperit la Miercurea Sibiului poate fi identificat cu Sucidava (Acidava) din TabPeut, VIII, 1 și GeogrRav (Sacidaba).

### Satul săsesc
Așezarea Miercurea Sibiului a fost fondată intr-a doua jumătate a secolului XII de către coloniști sași. Prima mențiune documentară a localității datează din anul 1290 , când apare cu numele de Ruhcmark.
În secolul al XIII-lea se construiește biserica veche, ca bazilică romanică trivanată, cu turn și tribună pe latura vestică. În secolul al XV-lea, navele laterale au fost supraînălțate și se montează acadramentul gotic al portalului și se repară turnul cu ajutorul donației făcute de principele Gabriel Bethlen. În secolul al XIII-lea se refac sacristia și corul distruse în urma atacurilor tucești din anul 1658 îndreptate împotriva principelui Gheorghe Rákóczi al II-lea, a atacurilor turcești conduse de Kuczuk Pașa din anul 1663 și a trupelor sârbești ale armatei imperiale din anul 1704.
Miercurea Sibiului a aparținut până în anul 1876 de Scaunul Miercurea, unitate administrativă componentă a organismului de autoadministrare a sașilor transilvăneni, Șapte Scaune.

## Demografie
Componența etnică a orașului Miercurea Sibiului
     Români (79,11%)
     Romi (8,81%)
     Germani (1,24%)
     Alte etnii (0,8%)
     Necunoscută (10,03%)
Componența confesională a orașului Miercurea Sibiului
     Ortodocși (79,17%)
     Penticostali (3,29%)
     Creștini după evanghelie (1,82%)
     Greco-catolici (1,3%)
     Alte religii (3,7%)
     Necunoscută (10,72%)
Conform recensământului efectuat în 2021, populația orașului Miercurea Sibiului se ridică la 3.619 locuitori, în scădere față de recensământul anterior din 2011, când fuseseră înregistrați 3.910 locuitori. Majoritatea locuitorilor sunt români (79,11%), cu minorități de romi (8,81%) și germani (1,24%), iar pentru 10,03% nu se cunoaște apartenența etnică. Din punct de vedere confesional, majoritatea locuitorilor sunt ortodocși (79,17%), cu minorități de penticostali (3,29%), creștini după evanghelie (1,82%) și greco-catolici (1,3%), iar pentru 10,72% nu se cunoaște apartenența confesională.

## Politică și administrație
Orașul Miercurea Sibiului este administrat de un primar și un consiliu local compus din 13 consilieri. Primarul, Ioan Troancă[*], de la Partidul Național Liberal, este în funcție din 2008. Începând cu alegerile locale din 2024, consiliul local are următoarea componență pe partide politice:
|  | Partid                          | Consilieri | Componența Consiliului | Componența Consiliului | Componența Consiliului | Componența Consiliului | Componența Consiliului | Componența Consiliului | Componența Consiliului |
|  | ------------------------------- | ---------- | ---------------------- | ---------------------- | ---------------------- | ---------------------- | ---------------------- | ---------------------- | ---------------------- |
|  | Partidul Național Liberal       | 7          |                        |                        |                        |                        |                        |                        |                        |
|  | Alianța pentru Unirea Românilor | 3          |                        |                        |                        |                        |                        |                        |                        |
|  | Partidul Social Democrat        | 2          |                        |                        |                        |                        |                        |                        |                        |
|  | Partida Romilor „Pro Europa”    | 1          |                        |                        |                        |                        |                        |                        |                        |

## Economie
Principalele activități economice ale acestei localități sunt industria de exploatare și prelucrare primară a lemnului, industria textilă, agricultura și creșterea animalelor, comerțul, serviciile și turismul.

## Monumente

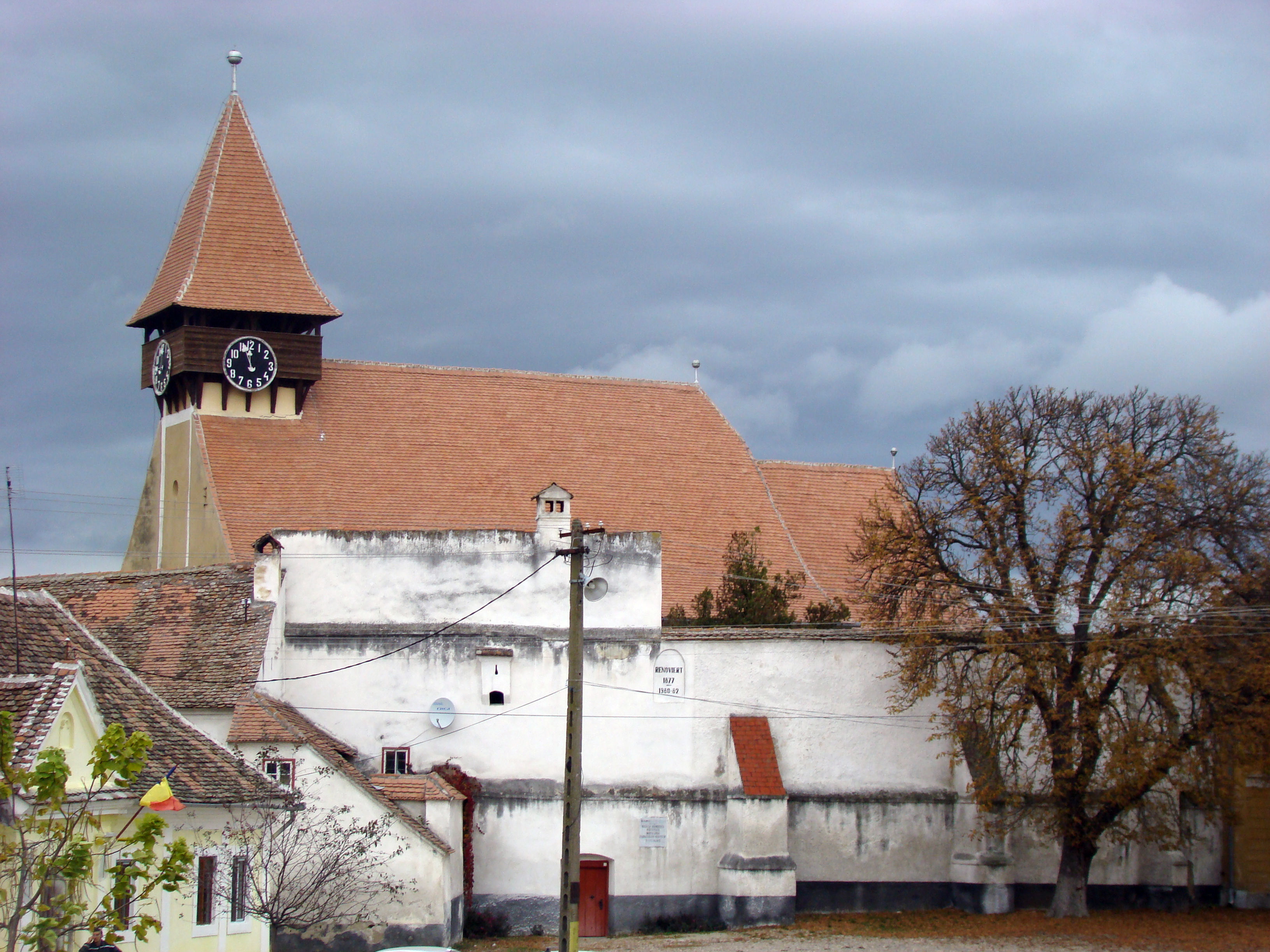
Biserica săsească (luterană evanghelică) fortificată

- Biserica luterană (evanghelică) fortificată, inițial romano-catolică, edificiu din secolul al XIII-lea
- Biserica greco-catolică din Miercurea Sibiului, inițial romano-catolică, edificiu din anul 1773
- Biserica ortodoxă „Sfântul Ilie”
- Biserica evanghelică fortificată din Dobârca

## Personalități
- Ilie Măcelar (1822-1891), lider al Partidului Național al Românilor din Transilvania;
- Robert Wellmann (1866-1946), pictor;
- Victor Capesius (1907-1985), farmacist-șef la Auschwitz, criminal de război;
- Cornel Medrea (1888-1964), artist plastic.

## Primarii orașului
- 1996[8] - 2000 - Maris Balanel, de la Partidul Liberal 1993
- 2000[9] - 2004 - Pavel Ioan, de la PD
- 2004[10] - 2008 - Pavel Ioan, de la PSD
- 2008[11] - 2012 - Troancă Ioan, de la PDL
- 2012[12] - 2016 - Troancă Ioan, de la PDL
- 2016[13] - 2020 - Troancă Ioan, de la PNL

## Imagini

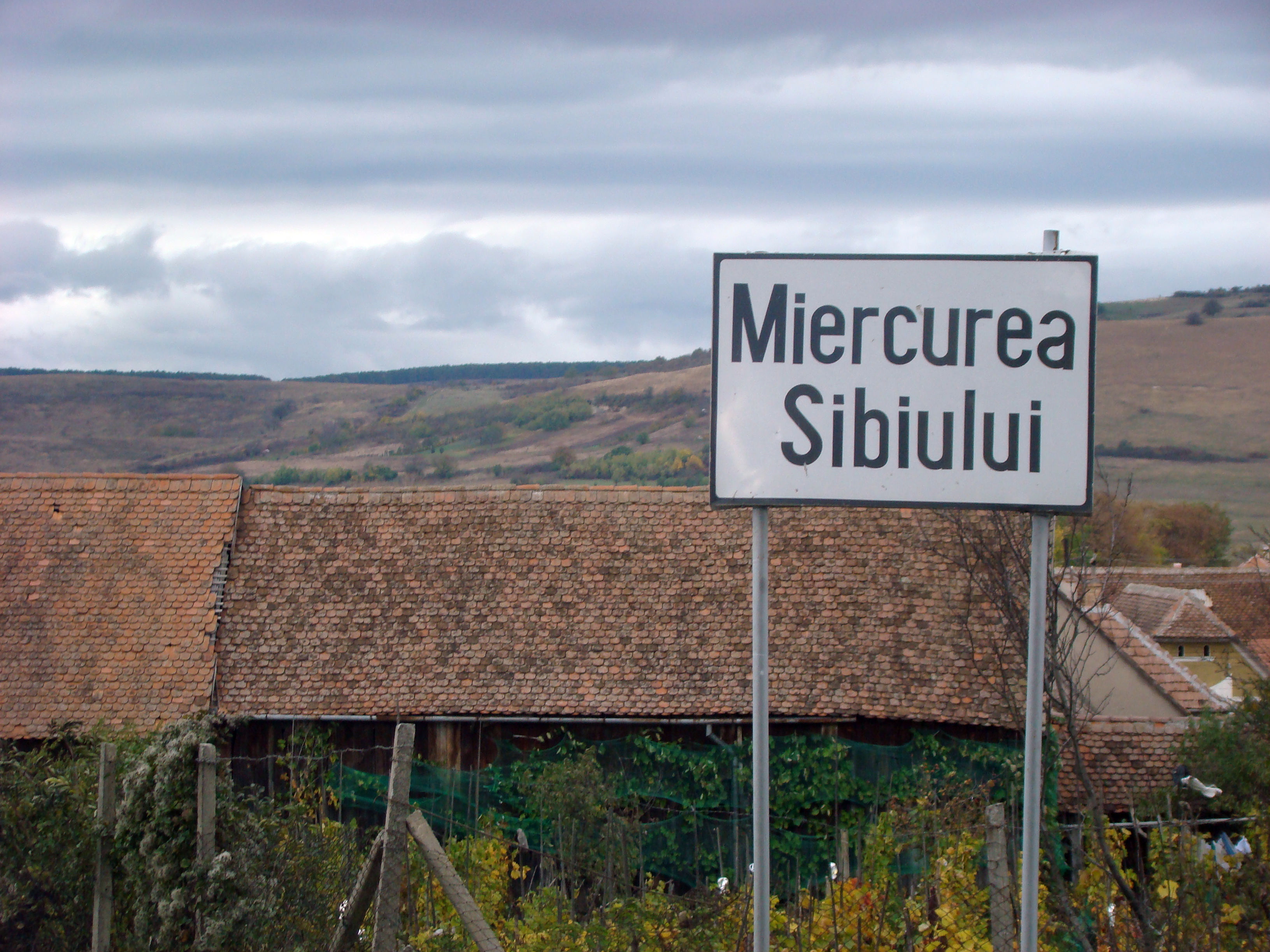
Intrarea în localitate
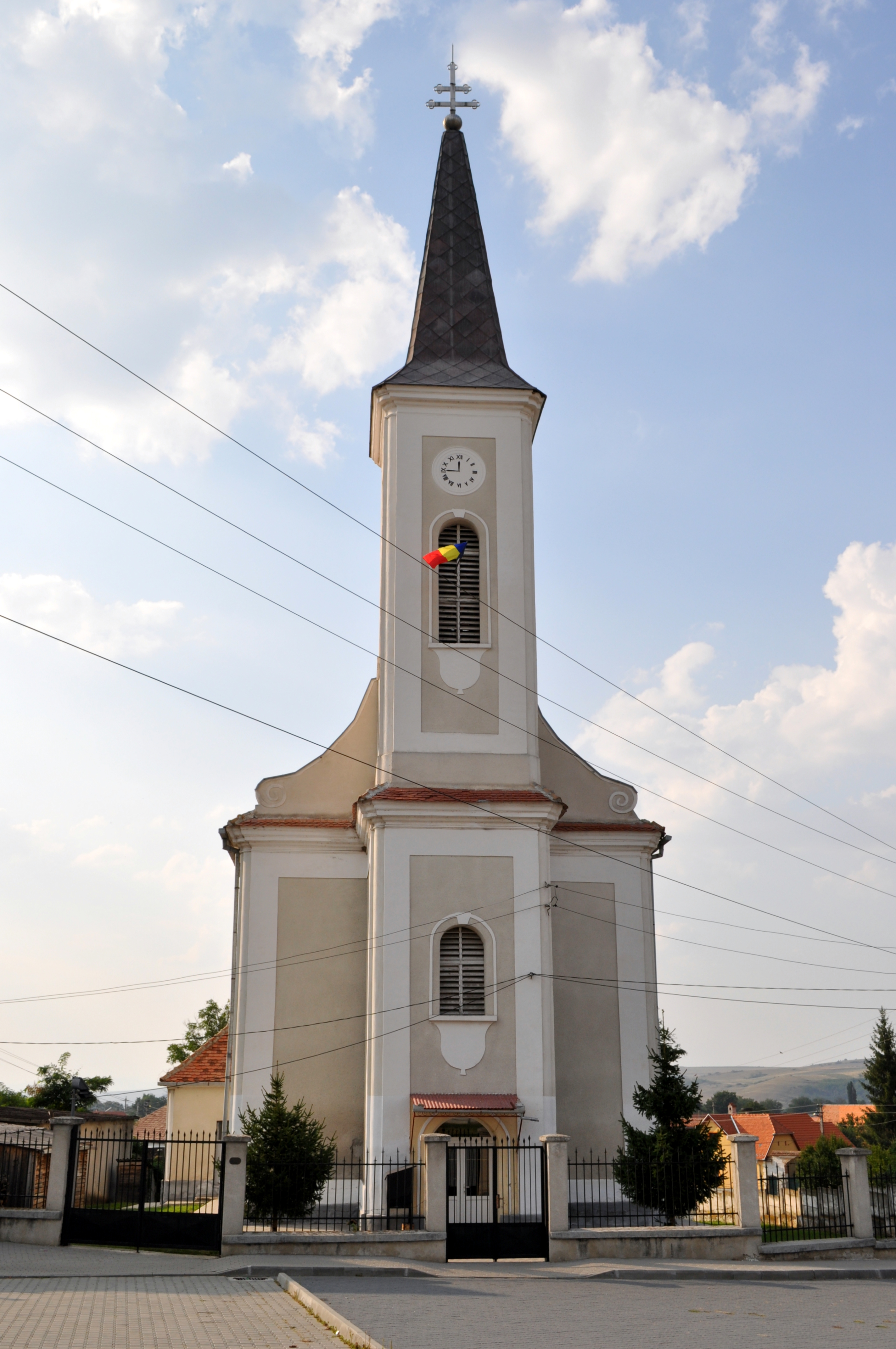
Biserica greco-catolică „Buna Vestire” (1773)
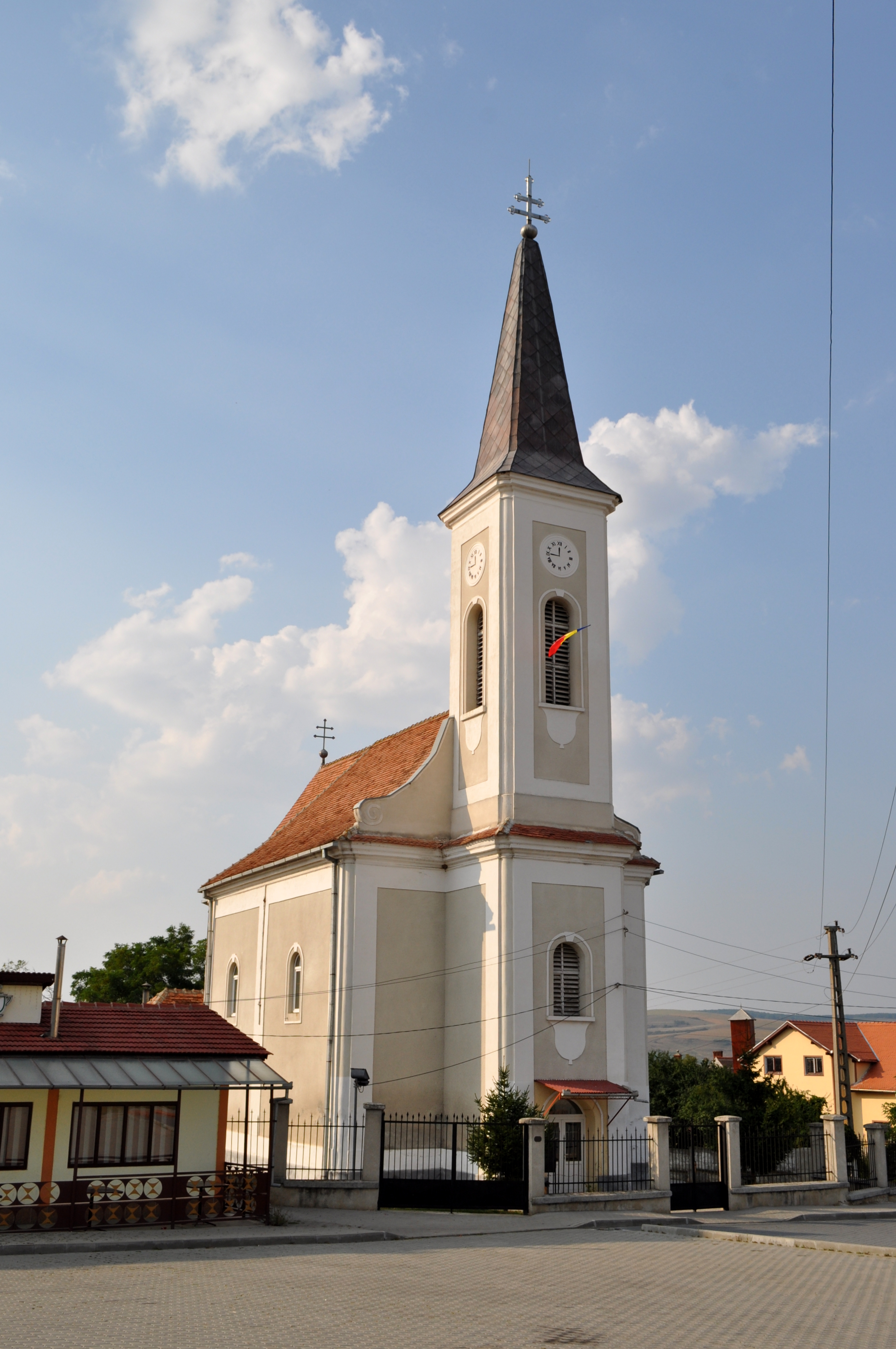
Biserica greco-catolică „Buna Vestire”
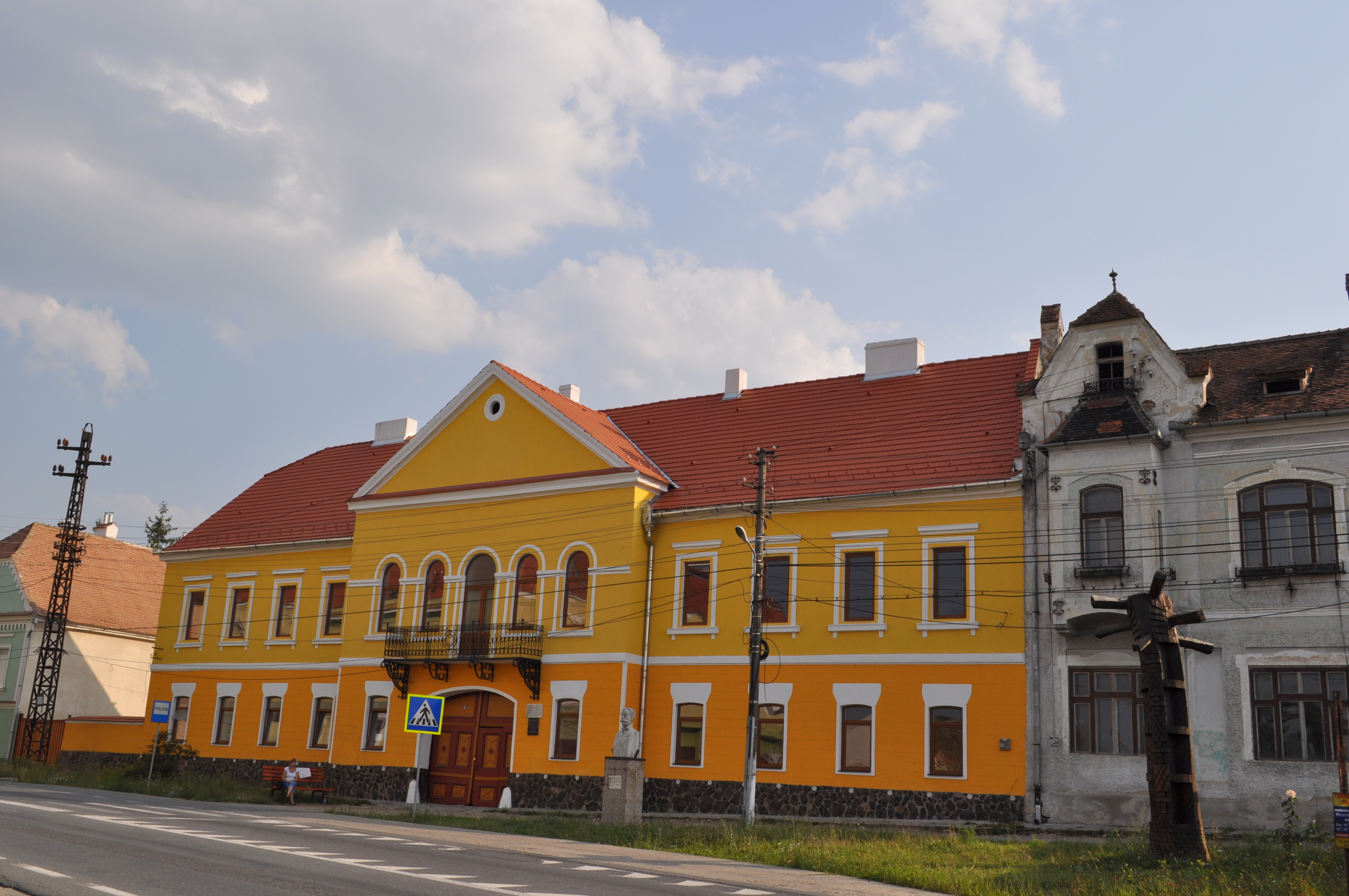
Fosta școală germană
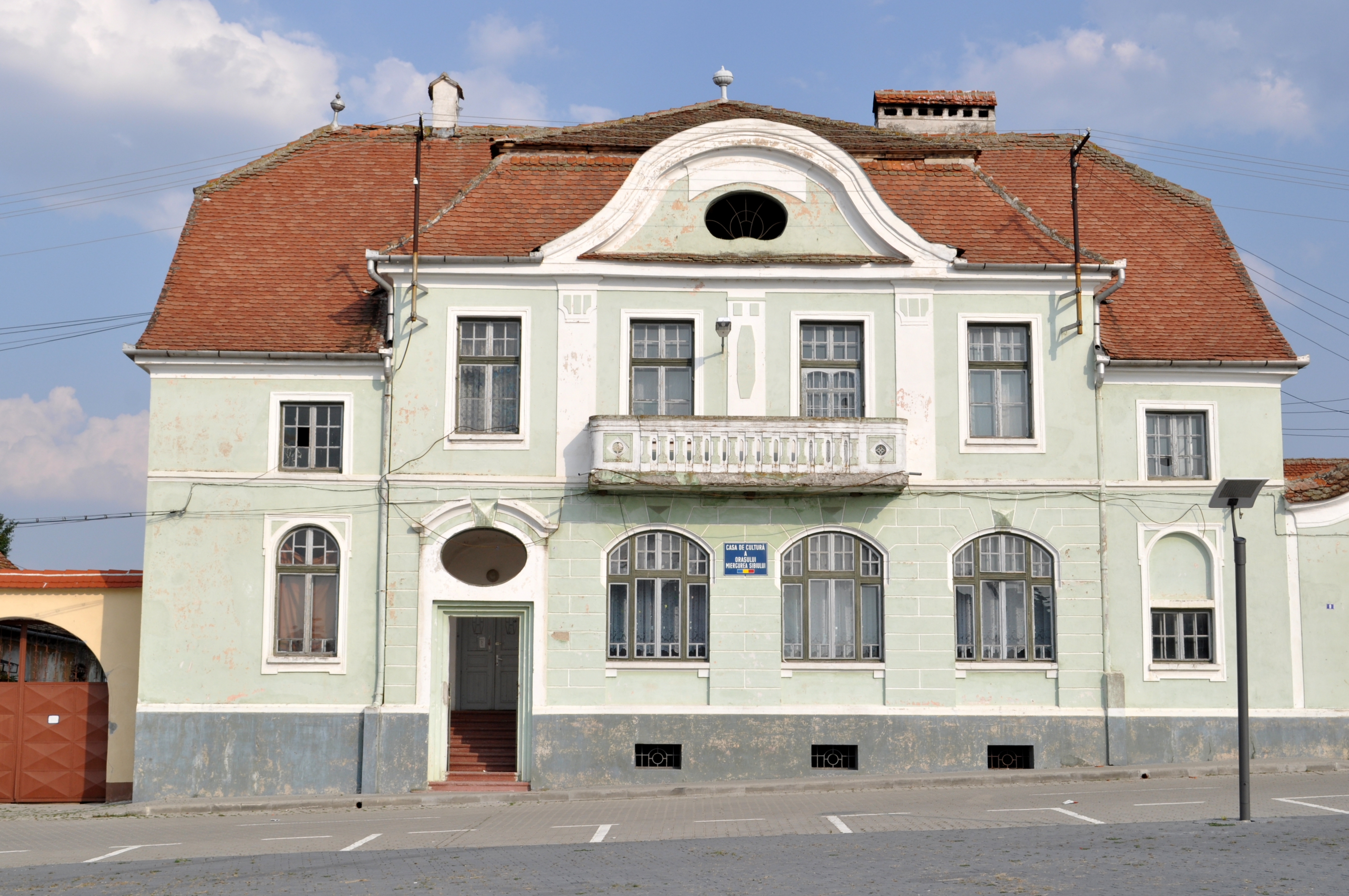
Casa de cultură a orașului Miercurea Sibiului
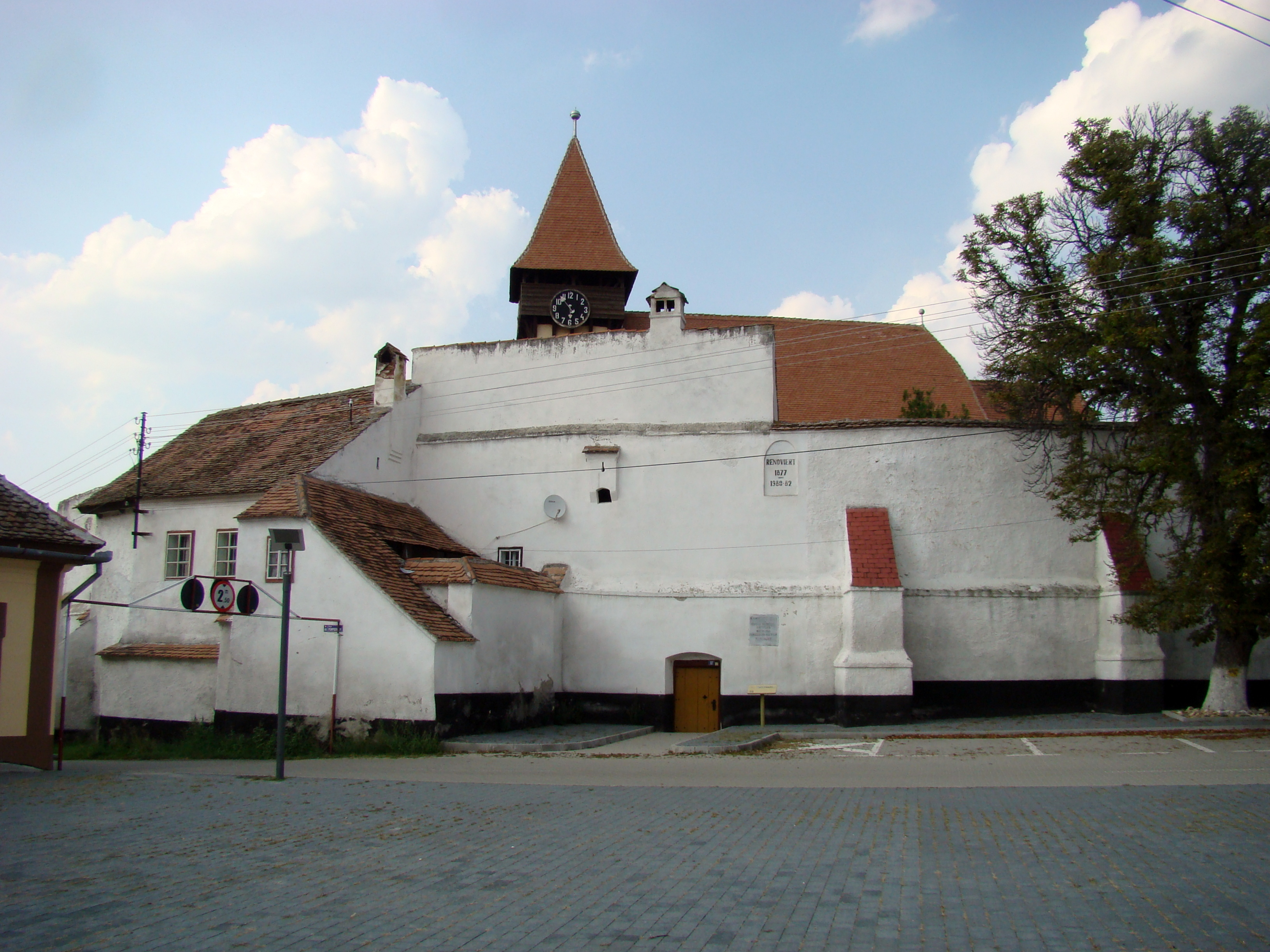
Biserica evanghelică fortificată, monument istoric
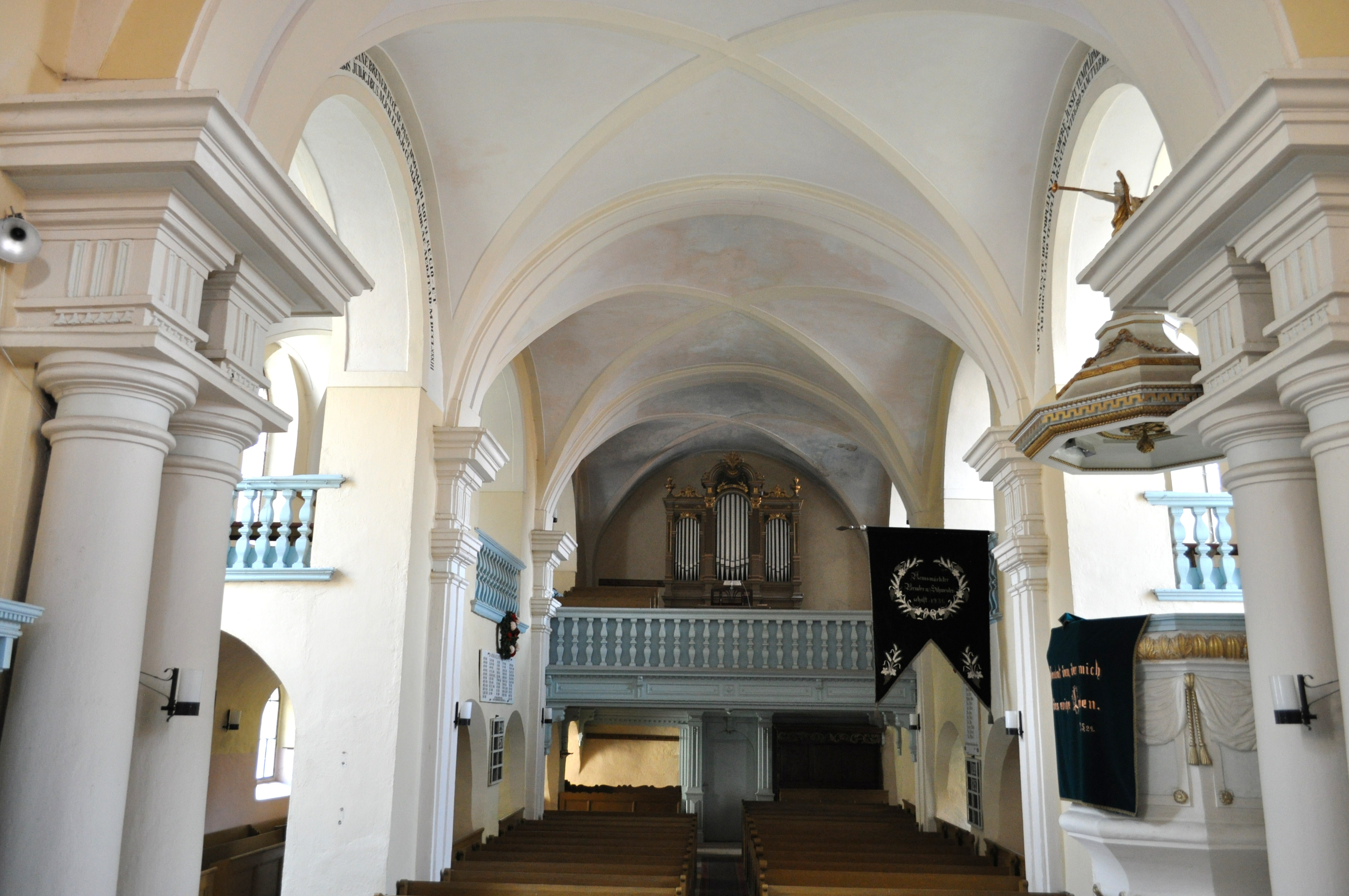
Biserica evanghelică fortificată, monument istoric
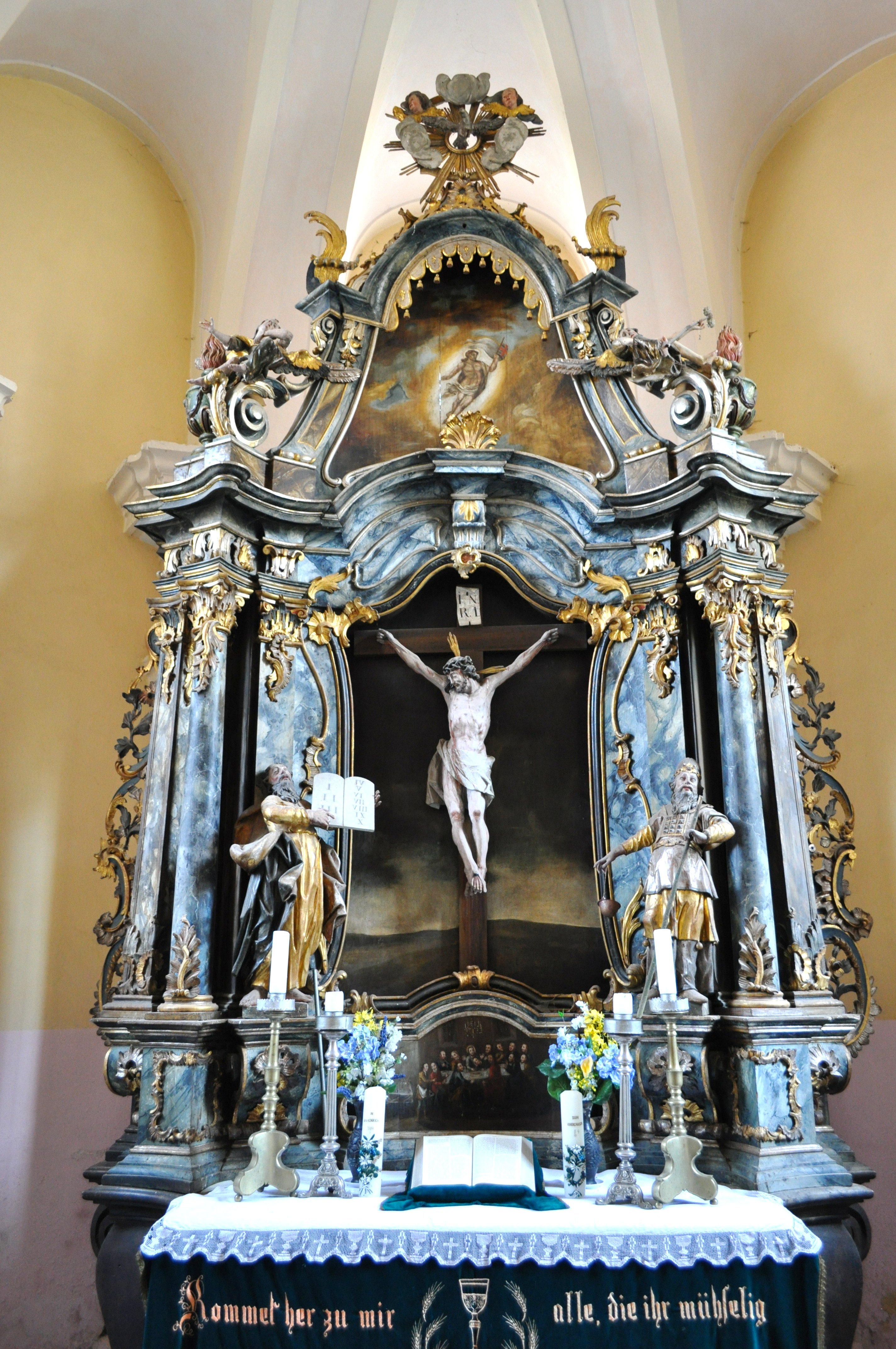
Altarul bisericii evanghelice fortificate
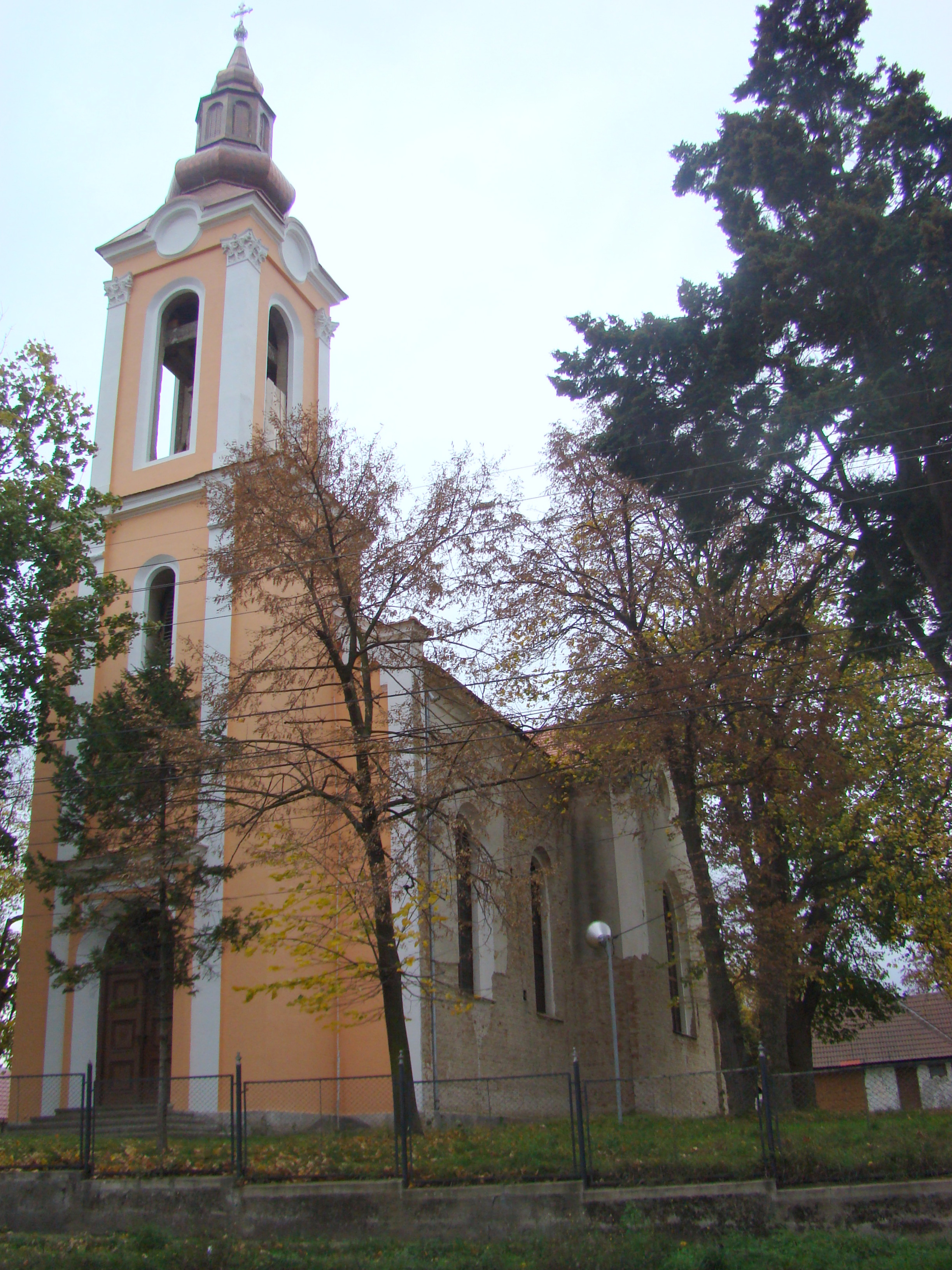
Biserica ortodoxă „Sfântul Ilie Tezviteanul”, monument istoric (1872)